# Cock Peeks
Jacob Lambertus (Cock) Peeks (Amsterdam, 6 maart 1935) is een Nederlands schermer en schermleraar.
Peeks kwam sinds zijn militaire loopbaan uit voor de Koninklijke Militaire Schermvereniging en vertegenwoordigde zijn vereniging en Nederland op de sabel en diverse andere wapens gedurende vele jaren. Peeks gaf les in diverse landen, waaronder Indonesië en de Nederlandse Antillen. Hij is nog steeds actief als trainer op het hoogste niveau van Maître, hij traint de adelborsten van het Koninklijk Instituut voor de Marine. Op 29 januari 2012 kreeg hij de Carrière Scherm-Oscar uitgereikt als erkenning voor zijn staat van dienst in de Nederlandse schermsport.